# 10de Oscaruitreiking
De 10e Oscaruitreiking, waarbij prijzen werden uitgereikt aan de beste prestaties in films uit 1937, vond plaats op 10 maart 1938 in het Biltmore Hotel in Los Angeles. De ceremonie werd gepresenteerd door Bob Burns.
De grote winnaar van de avond was The Life of Emile Zola, met in totaal tien nominaties en drie Oscars.

## Winnaars en genomineerden

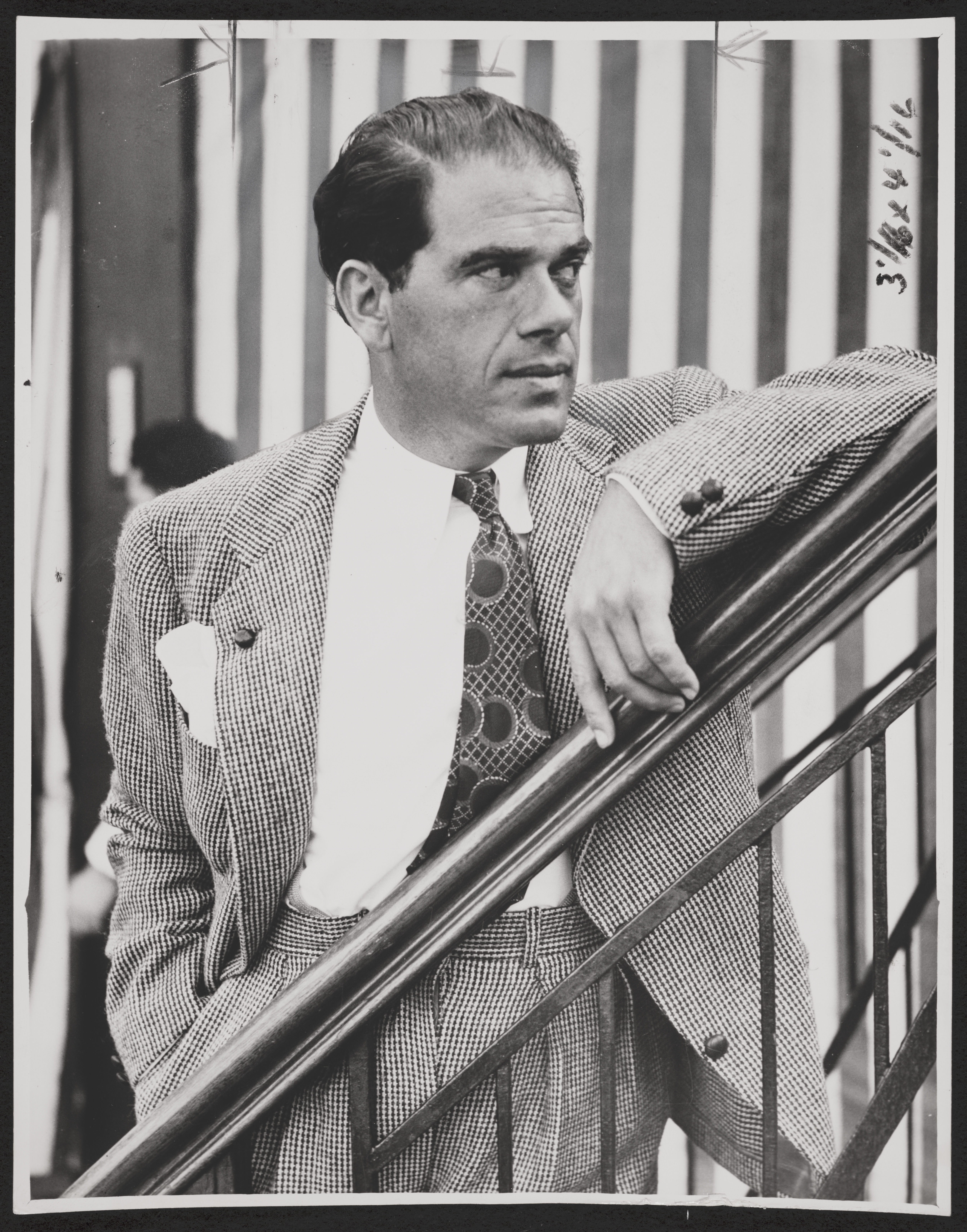
Frank Capra, beste regisseur

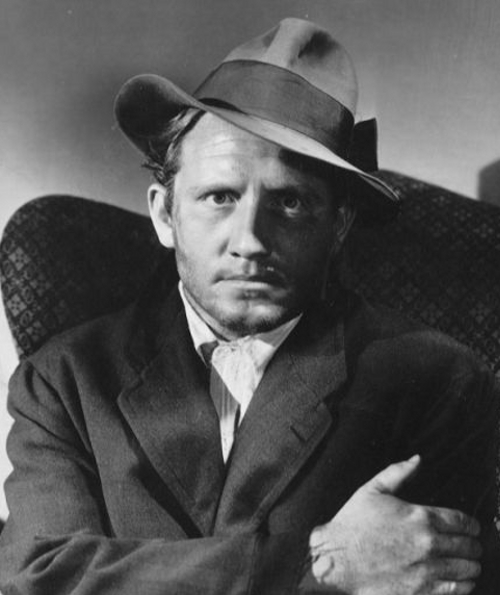
Spencer Tracy, beste acteur

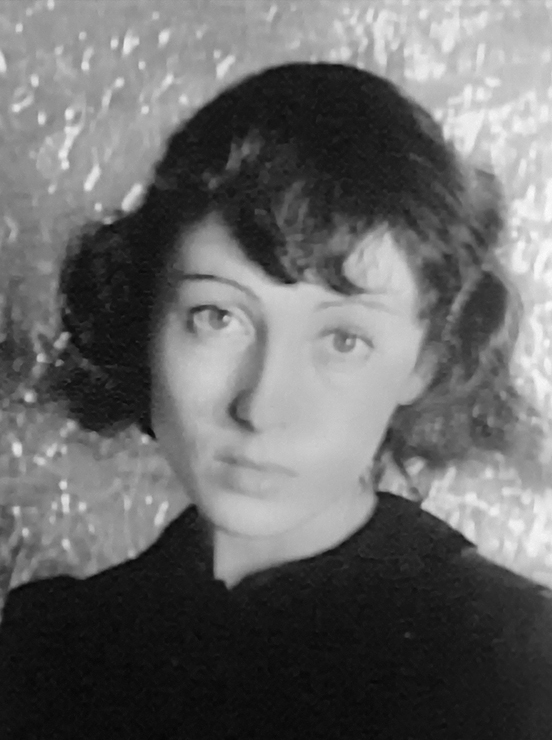
Luise Rainer, beste actrice

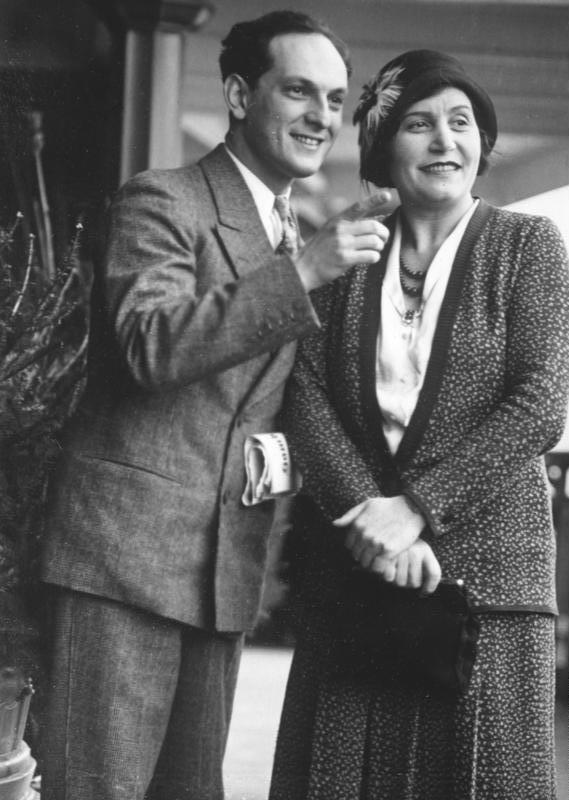
Joseph Schildkraut, beste mannelijke bijrol

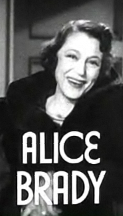
Alice Brady, beste vrouwelijke bijrol

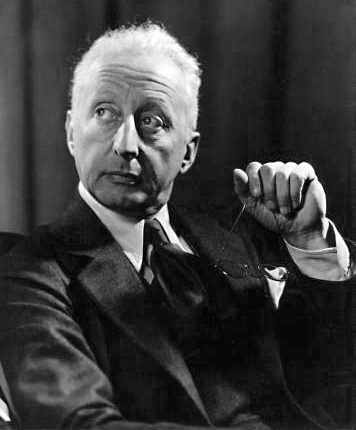
Jerome Kern, muziek beste originele nummer

De winnaars staan bovenaan in vet lettertype.

### Beste film
- The Life of Emile Zola - Warner Bros.
  - The Awful Truth - Columbia
  - Captains Courageous - Metro-Goldwyn-Mayer
  - Dead End - Samuel Goldwyn Productions
  - The Good Earth - Metro-Goldwyn-Mayer
  - In Old Chicago - 20th Century-Fox
  - Lost Horizon - Columbia
  - One Hundred Men and a Girl - Universal
  - Stage Door - RKO Radio
  - A Star Is Born - Selznick International Pictures

### Beste regisseur
- Leo McCarey - The Awful Truth
  - Sidney Franklin - The Good Earth
  - William Dieterle - The Life of Emile Zola
  - Gregory La Cava - Stage Door
  - William Wellman - A Star Is Born

### Beste acteur
- Spencer Tracy - Captains Courageous
  - Charles Boyer - Conquest
  - Fredric March - A Star Is Born
  - Robert Montgomery - Night Must Fall
  - Paul Muni - The Life of Emile Zola

### Beste actrice
- Luise Rainer - The Good Earth
  - Irene Dunne - The Awful Truth
  - Greta Garbo - Camille
  - Janet Gaynor - A Star Is Born
  - Barbara Stanwyck - Stella Dallas

### Beste mannelijke bijrol
- Joseph Schildkraut - The Life of Emile Zola
  - Ralph Bellamy - The Awful Truth
  - Thomas Mitchell - The Hurricane
  - H.B. Warner - Lost Horizon
  - Roland Young - Topper

### Beste vrouwelijke bijrol
- Alice Brady - In Old Chicago
  - Andrea Leeds - Stage Door
  - Anne Shirley - Stella Dallas
  - Claire Trevor - Dead End
  - May Whitty - Night Must Fall

### Beste bewerkte scenario
- The Life of Emile Zola - Norman Reilly Raine, Heinz Herald en Geza Herczeg
  - The Awful Truth - Viña Delmar
  - Captains Courageous - John Lee Mahin, Marc Connelly en Dale Van Every
  - Stage Door - Morrie Ryskind en Anthony Veiller
  - A Star Is Born - Dorothy Parker, Alan Campbell en Robert Carson

### Beste verhaal
- A Star Is Born - William A. Wellman en Robert Carson
  - Black Legion - Robert Lord
  - In Old Chicago - Niven Busch
  - The Life of Emile Zola - Heinz Herald en Geza Herczeg
  - One Hundred Men and a Girl - Hanns Kräly

### Beste camerawerk
- The Good Earth - Karl Freund
  - Dead End - Gregg Toland
  - Wings over Honolulu - Joseph Valentine

### Beste montage
- Lost Horizon - Gene Havlick en Gene Milford
  - The Awful Truth - Al Clark
  - Captains Courageous - Elmo Veron
  - The Good Earth - Basil Wrangell
  - One Hundred Men and a Girl - Bernard W. Burton

### Beste artdirection
- Lost Horizon - Stephen Goosson
  - Conquest - Cedric Gibbons en William A. Horning
  - A Damsel in Distress - Carroll Clark
  - Dead End - Richard Day
  - Every Day's a Holiday - Wiard Ihnen
  - The Life of Emile Zola - Anton Grot
  - Manhattan Merry-Go-Round - John Victor Mackay
  - The Prisoner of Zenda - Lyle R. Wheeler
  - Souls at Sea - Hans Dreier en Roland Anderson
  - Walter Wanger's Vogues of 1938 - Alexander Toluboff
  - Wee Willie Winkie - William S. Darling en David S. Hall
  - You're a Sweetheart - Jack Otterson

### Beste originele muziek
- One Hundred Men and a Girl - Universal Studio Music Department, departementshoofd: Charles Previn (Geen componist vermeld)
  - The Hurricane - Samuel Goldwyn Studio Music Department, departementshoofd: Alfred Newman (Componist: Alfred Newman)
  - In Old Chicago - 20th Century-Fox Studio Music Department, departementshoofd Louis Silvers (Geen componist vermeld)
  - The Life of Emile Zola - Warner Bros. Studio Music Department, departementshoofd: Leo Forbstein (Componist: Max Steiner)
  - Lost Horizon - Columbia Studio Music Department, departementshoofd: Morris Stoloff (Componist: Dimitri Tiomkin)
  - Make a Wish - Principal Productions, muzikaal leider: Dr. Hugo Riesenfeld (Componist: Dr. Hugo Riesenfeld)
  - Maytime - Metro-Goldwyn-Mayer Studio Music Department, departementshoofd: Nat W. Finston (Componist: Herbert Stothart)
  - Portia on Trial - Republic Studio Music Department, departementshoofd: Alberto Colombo (Componist: Alberto Colombo)
  - The Prisoner of Zenda - Selznick International Pictures Music Department, muzikaal leider: Alfred Newman (Componist: Alfred Newman)
  - Quality Street - RKO Radio Studio Music Department, muzikaal leider: Roy Webb (Componist: Roy Webb)
  - Snow White and the Seven Dwarfs - Walt Disney Studio Music Department, departementshoofd: Leigh Harline (Componisten: Frank Churchill, Leigh Harline en Paul J. Smith)
  - Something to Sing About - Grand National Studio Music Department, muzikaal leider: C. Bakaleinikoff (Componist: Victor Schertzinger)
  - Souls at Sea - Paramount Studio Music Department, departementshoofd: Boris Morros (Componisten: W. Franke Harling en Milan Roder)
  - Way Out West - Hal Roach Studio Music Department, departementshoofd: Marvin Hatley (Componist: Marvin Hatley)

### Beste originele nummer
- "Sweet Leilani" uit Waikiki Wedding - Muziek en tekst: Harry Owens
  - "Remember Me" uit Mr. Dodd Takes the Air - Muziek: Harry Warren, tekst: Al Dubin
  - "That Old Feeling" uit Walter Wanger's Vogues of 1938 - Muziek: Sammy Fain, tekst: Lew Brown
  - "They Can't Take That Away from Me" uit Shall We Dance - Muziek: George Gershwin, tekst: Ira Gershwin
  - "Whispers in the Dark" uit Artists and Models - Muziek: Friedrich Hollaender, tekst: Leo Rubin

### Beste geluid
- The Hurricane - United Artists Studio, Thomas T. Moulton
  - The Girl Said No - Grand National Studio Sound Department, A.E. Kaye
  - Hitting a New High - RKO Radio Studio Sound Department, John Aalberg
  - In Old Chicago - 20th Century-Fox Studio Sound Department, E.H. Hansen
  - The Life of Emile Zola - Warner Bros. Studio Sound Department, Nathan Levinson
  - Lost Horizon - Columbia Studio Sound Department, John Livadary
  - Maytime - Metro-Goldwyn-Mayer Studio Sound Department, Douglas Shearer
  - One Hundred Men and a Girl - Universal Studio Sound Department, Homer G. Tasker
  - Topper - Hal Roach Studio Sound Department, Elmer A. Raguse
  - Wells Fargo - Paramount Studio Sound Department, Loren L. Ryder

### Beste korte film

#### 1 rol
- The Private Life of the Gannets - Skibo Productions
  - A Night at the Movies - Metro-Goldwyn-Mayer
  - Romance of Radium - Pete Smith

#### 2 rollen
- Torture Money - Metro-Goldwyn-Mayer
  - Deep South - RKO Radio
  - Should Wives Work? - RKO Radio

#### Kleur
- Penny Wisdom - Pete Smith
  - The Man without a Country - Warner Bros.
  - Popular Science J-7-1 - Paramount

### Beste korte animatiefilm
- The Old Mill - Walt Disney
  - Educated Fish - Paramount
  - The Little Match Girl - Charles Mintz

### Beste regieassistent
- Robert Webb - In Old Chicago
  - C.C. Coleman jr. - Lost Horizon
  - Russ Saunders - The Life of Emile Zola
  - Eric Stacey - A Star Is Born
  - Hal Walker - Souls at Sea

### Beste dansinstructie
- "Fun House" uit A Damsel in Distress - Hermes Pan
  - "Swing Is Here to Stay" uit Ali Baba Goes to Town - Sammy Lee
  - "All God's Chillun Got Rhythm" uit A Day at the Races - Dave Gould
  - "Too Marvelous for Words" uit Ready, Willing, and Able - Bobby Connolly
  - "Prince Igor Suite" uit Thin Ice - Harry Losee
  - "The Finale" uit Varsity Show - Busby Berkeley
  - "Luau" uit Waikiki Wedding - LeRoy Prinz

### Irving G. Thalberg Memorial Award
- Darryl F. Zanuck

### Speciale award
- Mack Sennett, voor zijn blijvende bijdrage aan de komedietechniek van het witte doek, waarvan de basisprincipes vandaag net zo belangrijk zijn als toen ze voor het eerst in praktijk werden gebracht.
- Edgar Bergen, voor zijn opmerkelijke komediecreatie Charlie McCarthy.
- Museum of Modern Art Film Library, voor het belangrijke werk bij het verzamelen van films uit 1895 tot heden en voor het eerst ter beschikking stellen van de middelen om de historische en esthetische ontwikkeling van de film als een van de belangrijkste kunsten te bestuderen aan het publiek.
- W. Howard Greene, voor de kleurencinematografie van A Star Is Born.[2]

## Films met meerdere nominaties
De volgende films ontvingen meerdere nominaties:
| Nominaties | Film                           | Awards |
| ---------- | ------------------------------ | ------ |
| 10         | The Life of Emile Zola         | 3      |
| 8          | A Star Is Born                 | 2      |
| 7          | Lost Horizon                   | 2      |
| 6          | The Awful Truth                | 1      |
| 6          | In Old Chicago                 | 2      |
| 5          | The Good Earth                 | 2      |
| 5          | One Hundred Men and a Girl     | 1      |
| 4          | Captains Courageous            | 1      |
| 4          | Dead End                       |        |
| 4          | Stage Door                     |        |
| 3          | The Hurricane                  | 1      |
| 3          | Souls at Sea                   |        |
| 2          | Conquest                       |        |
| 2          | A Damsel in Distress           | 1      |
| 2          | Maytime                        |        |
| 2          | Night Must Fall                |        |
| 2          | The Prisoner of Zenda          |        |
| 2          | Stella Dallas                  |        |
| 2          | Topper                         |        |
| 2          | Waikiki Wedding                | 1      |
| 2          | Walter Wanger's Vogues of 1938 |        |